# Наган
Револвер система „Наган“ (или просто наган) е револвер, разработен от белгийските оръжейници братя Емил и Леон Наган (на френски език – Émile & Léon Nagant), който е на въоръжение в редица страни, от края на XIX до средата на XX век.

## История на създаването
В последната четвърт на XIX век много държави започват да се замислят за превъоръжаване на своите армии.
По това време най-перспективното лично, късоцевно оръжие били револверите, които дават надеждност, многозарядност, простота на използването и лесна поддръжка. По това време белгийският град Лиеж бил един от европейските центрове на оръжейната промишленост. В този град бил разположен завод за производство на оръжие „Fabrique d’armes Emile et Léon Nagant“ – неголяма семейна фирма, която по това време се занимава с ремонт на холандско оръжие и създава ограничено количество собствено огнестрелно оръжие.
Първият револвер с оригинална конструкция на по-големия от двамата братя – Емил, е представен за изпитание на белгийското военно министерство и е бил приет на въоръжение в качеството на лично офицерско и подофицерско оръжие под названието „Револвер модел 1878 година“. Револверите от този вид били снабдени с шестзаряден барабан, използвали боеприпаси с калибър 9 mm и били снабдени с ударно-спусков механизъм с „двойно действие“, т.е. повдигането на ударника можело да става както от ръката на стрелеца, така и посредством натискане на спусъка. Зареждането и изхвърлянето на гилзата става ръчно поединично през видната на снимката горе вратичка (панта, въртящ заключващ елемент на ос) отдясно зад барабана.
За подофицерите от пехотата, кавалерията и помощния състав, по задание на ръководството на белгийската армия, бил разработен модел на този револвер с опростено действие, който не можел да стреля, използвайки усъвършенстваната система за запъване на петлето, а трябвало след всеки изстрел петлето да се изтегля назад за произвеждане на нов изстрел т.е. ударно-спусков механизъм с единично действие.
Този вариант получава наименованието „9 mm револвер Наган М/1883“.
Били произведени още няколко модификации на револвера с различни калибри и дължина на цевта. Скоро след това Емил Наган почти загубва зрението си в резултат на тежко заболяване и спира да работи по револвера, а усъвършенстването на конструкцията започва да разработва Леон Наган.

### Модел1886година
Модел 1886 година бил с намалена маса на оръжието и значително подобрена надеждност, така например четирите пружини на ударно-спускателния механизъм били заменени от една „двуперна“ пружина. Също така в новия модел била отчетена съществуващата тенденция в развитието на късоцевните огнестрелни оръжия за намаляване на калибъра, и за новия модел бил избран най-разпространения в този момент калибър в света – 7,5 mm, зареден с бездимен барут.
Един от най-големите проблеми, който стоял пред конструкторите на оръжието, бил проривът (загубата) на барутни газове, които се отделят при изстрел, и част от които се губела през луфта, който конструктивно се намира между изхода на камерата на барабана и цевта. Загубата на газове води до намаляване на дулната скорост на патрона, намалена далекобойност и пробивна сила.
В конструкцията, разработена от друг белгийски оръжейник – Анри Пипер, е намерено решение, с което се подобрява обтурацията посредством движение на барабана напред преди и по време на възпроизвеждането на изстрел. Освен това той разработва патрон, който има особена конструкция, като куршума/ проектила е напълно потопен в гилзата, като ролята на обтуратор играе бутилковидната шийка на гилзата, която при изстрел влиза в началото на цевта вследствие на преместването на барабана малко напред по оста му  от специфичен механизъм и задържа барутните газове при изстрел към канала на цевта, което изключва възможността за загубата на газове (схеми –     ). Този модел става класически, като последвалите модификации не внасят сериозни изменения в конструкцията. Изключение прави моделът с автоматично изхвърляне на гилзите, който е въведен сравнително късно – през 1910 година, и който не заинтригува особено клиентите заради все по-усъвършенстващите се полуавтоматични пистолети.

## Конструкция
Всички револвери от система Наган притежават обща база и прилики:
- наличен самоспускащ се ударно-спускателен механизъм (с изключение на подофицерските и войнишки модели);
- монолитна, неръждаема рама;
- цев, завинтена в рамата;
- шомпол, който в бойно положение е скрит под барабана, а след стрелба играе роля на екстрактор (изхвърляч) на изстреляните гилзи;
- механизъм, намиращ се в рамата, задействащ плосък спусък;
- барабан, който при револвера е едновременно и пълнител, и магазин.

При най-разпространените модели (образец 1895 година) и при множеството модификации барабанът има 7 патрона.

## Варианти

### Бойни модификации
- През 1914 г. за граничните войски е произведено ограничено количество карабини, базирани на познатия револвер, с дължина на цевта 300 mm и неразглобяем приклад;

- През 1927 година за сътрудниците на съветското НКВД е разработен компактен модел на револвера, който е удобен за скрито носене. Значително е намалена дължината на цевта и ръкохватката. В периода 1927 – 1932 година са произведени малки партиди от револвер Наган, създаден по поръчка на НКВД за оперативни работници на ведомството с намалена маса и размери;

#### Модел със заглушител
Преди Втората световна война, за разузнавателно-диверсионни подразделения на Съветската армия, е произведен модел, снабден със заглушител за безшумно-безпламъкова стрелба, наречен „БРАМИТ“.

### Спортна модификация
На основата на револвер образец 1895 г. съветския инженер Ефим Хайдуров произвежда спортен револвер „ТОЗ-36“, модифицироан през 1967 година. Характеризира се с удължен барабан и специален патрон. Произвеждани са също така и тренировъчни пистолети и такива, които използват малокалибрени боеприпаси.